# Sibirski tigar
Sibirski tigar (Panthera tigris altaica) je najveća mačka na svijetu. Pripada carstvu životinja, razredu sisavaca, natporodici mačaka, porodici velikih mačaka i jedna je podvrsta vrste tigrova. Živi u sibirskim šumama i prašumama, lovi kao i ostali tigrovi. Sibirski tigrovi su ugroženi jer se izlovljavaju zbog crvenkastog krzna ukrašenog crnim prugama.  

## Osobine

### Građa tijela
Sibirski tigar je vrlo snažan i mišićav. Može biti dug od vrha njuške do kraja repa gotovo 4 m, od čega na rep otpada oko 100 cm. Visina do ramena može biti do 1,15 m, što ga čini najvećim i najsnažnijim od svih podvrsta tigrova. Može težiti od 100 do 320 kg, no mogući su i ekstremni izuzeci: najteži do sada poznati sibirski tigar je bio težak gotovo 400 kg.

### Krzno
Osnovna boja njegovog krzna je žućkasta, dok su mu trbuh i početak unutrašnje strane bedara bijeli. Pruge su tanke i dugačke, a značajno je svjetliji od svojih srodnika koji žive južnije. Krzno mu omogućava dobro prikrivanje u snijegom pokrivenim tajgama. Kako u tim područjima temperatura može biti i do -45°C, neophodno mu je gusto i dugačko krzno. Ispod krzna ima na trbuhu i bedrima sloj masnoće koja doprinosi boljoj izolaciji od ekstremnih hladnoća.

### Ostalo
Oko 10 cm duge i oštre kandže su mu uvučene, osim kad krene u napad na plijen. Vid mu je oko 5 puta bolji od ljudskog. Vidi binakularno i razlikuje boje. U punom trku može doseći do 80 km/h.

## Način života
Mužjak sibirskog tigra je samotnjačka životinja i živi na području veličine do 3.000 km² čije granice obilježava urinom i oštrenjem kandži na određenim, markantnim stablima. Često živi u istom području nekoliko godina prije nego krene u potragu za novim. Područja mužjaka i ženki se preklapaju, tako da na području jednog mužjaka žive prosječno dvije ženke. Ako u njegov revir uđe drugi mužjak, on brani svoj prostor, koncentrirajući se pri tome na važne granice sa ženkama i na mjesta bogatija lovinom. 
Oni su noćne životinje, a očekivani životni vijek im se kreće između 15 i 20 godina.

## Hrana i lov
Sibirski tigar mora dnevno pojesti 9 do 10 kg mesa jer je njegova potreba za rezervama energije izuzetno velika kako bi mogao preživjeti u vlo hladnoj klimi. Preživljavaju loveći razne vrste jelena, divlje koze, divlje svinje, risove, medvjede i manju lovinu. Ako nema druge lovine, ubit će i psa ili domaću stoku. Zahvaljujući snažnoj građi, može i tešku lovinu odvući daleko do nekog mirnog mjesta da ju pojede ili pohrani. 
Provodi puno vremena u lovu, jer samo oko 10% napada uspijeva. Napad započinje šuljanjem. Kad priđe dovoljno blizu plijenu, snažnim skokom skače lovini na leđa da bi zario zube u njegovu šiju. Stražnjim nogama ostaje čvrsto na tlu kako bi lovinu pritisnuo na zemlju. Nakon toga, veću lovinu ubija ugrizom u grlo, dok manje ugibaju već od ugriza u šiju.

## Rasprostranjenost i ugroženost
Životni prostor sibirskog tigra rasprostire se od Sibira preko Amura i Usurija do sjeverne Kine. 
U zoološkim vrtovima živi višestruko više sibirskih tigrova nego u prirodi. Njihov broj u prirodi se procjenjuje na oko 350 jedinki. Veliku ugrozu za ove tigrove predstavlja i neprekidno smanjivanje njihovog životnog prostora. 
Sibirski tigrovi u Hrvatskoj žive u 4 zoološka vrta, točnije svim osim osječkog.